# پیزر مرداب
پیزر مرداب (نام علمی: Schoenoplectus acutus) نام یک گونه از تیره جگنیان است.